# 曼谷唐人街

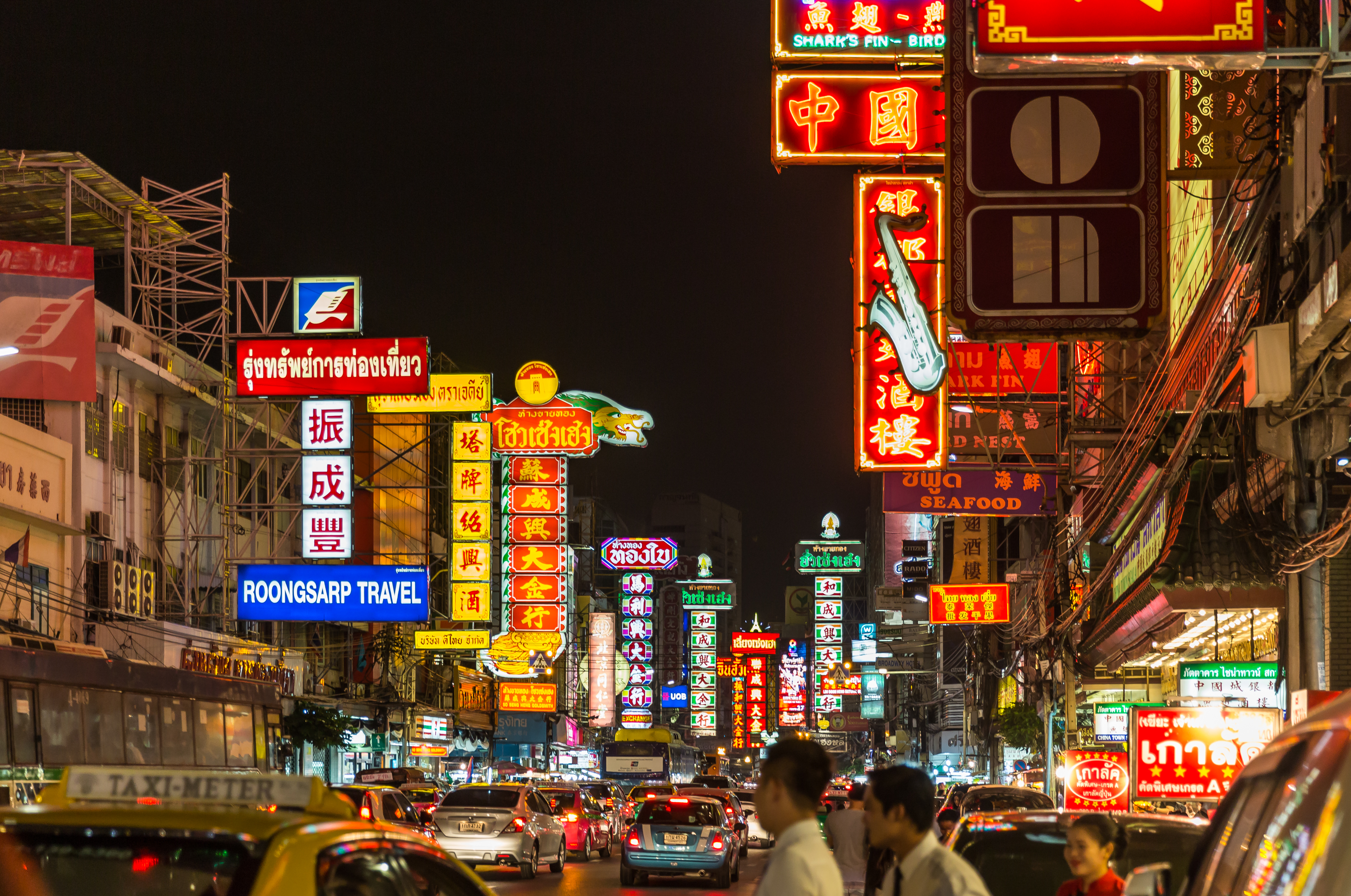
曼谷唐人街

曼谷唐人街，位于泰国首都曼谷的耀華力路，是市区最繁华的商业区之一，同时也是曼谷最老的街区之一。泰语简称为耀华力（เยาวราช）。

## 概述
耀华叻唐人街是泰国著名的黄金街和美食街，也是游客云集的旅游景区之一。长约两公里，由三聘街、耀华力路、嵩越路、石龙军路三条大街以及许多街巷连接而成。唐人街还有潮州戏院、电影院、夜总会等。曼谷唐人街寺庙众多，在石龙军路一带有龙莲寺、龙尾古庙、昌帝庙、天后圣母庙、真君大帝庙；耀华叻路一带有永福寺、观音古庙、笑帝庙；三聘街和篙越路一带有观爵圣庙、本头古庙、尊上师祖庙、新本头庙、老本头庙、城陛庙等。

## 历史
1767年，大城府陷落后，郑昭王建立吞武里王国时，他获得了与他有着共同种族关系的潮州商人的帮助，为他在吞武里的新首都提供大米和粮食。作为回报，他给予他们许多优惠，包括与他的宫殿相对，并被城墙包围，位于湄南河东岸的土地供他们定居。潮州人在郑信统治下繁荣昌盛，而之前有影响力的福建人则损失惨重，福建人的社区位于城市以南西岸的库迪钦区。
1782年，昭披耶却克里将军发动政变，建立了拉达那哥欣王国，成为拉玛一世。郑昭的时代结束，为了安全起见，他将宫殿迁至河东岸。这导致了潮州社区的搬迁。潮州社区的搬迁也可能是因为潮州人一直是郑昭的支持者，而拉玛一世则与福建人关系密切。拉玛一世将潮州人重新安置在三坪地区，该地区位于河东岸东南部、市中心下游。该地区位于Sam Pluem寺（现为差甲瓦寺）和三聘寺（现为巴吞空卡寺）之间，当时是一片沼泽、交通不便的地区，仅有一条小路。后来该区成为三彭巷，将它与这座坚固的城市连接起来。